# Julius Waldeck
Carl Christian Julius Waldeck (* 9. Juli 1824 in Korbach; † 3. September 1907 ebenda) war ein deutscher Jurist und Politiker.
Waldeck war der Sohn des Pfarrers und Kircheninspektors Philipp Theodor Waldeck (1787–1864) und dessen Ehefrau Karoline Wilhelmine Auguste Louise, geborene Winterberg (1802–1877). Er heiratete am 25. März 1858 in Göttingen Henriette Elise Friederike Marie Eberwein (1839–1880). Waldeck studierte Rechtswissenschaften und war Rechtsanwalt in Korbach. Er wurde mit dem Titel eines Justizrates geehrt.
1880 bis 1881 war er Abgeordneter im Landtag des Fürstentums Waldeck-Pyrmont. Er wurde im Wahlkreis Kreis des Eisenbergs gewählt.